# مزرعة حاج خاني (كوهستان)
مزرعة حاج خاني (بالإنجليزية: Mazraeh-ye Hajj Khani)‏ هي منطقة سكنية تقع في إيران في فارس.